# Gesamtstaatsverfassung (Dänemark)
Die Gesamtstaatsverfassung (dänisch Helstatsforfatningen oder auch Fællesforfatningen) von 1855 war eine gemeinsame Verfassung für den Dänischen Gesamtstaat, der damals aus dem Königreich Dänemark sowie den Herzogtümern Schleswig (als Lehen Dänemarks), Holstein und Lauenburg (letztere als Mitglieder des Deutschen Bundes) bestand.

## Geschichte
Das Londoner Protokoll von 1852, das den Ersten Schleswigschen Krieg rechtlich abschloss, hielt am Gesamtstaat fest, schrieb jedoch auch vor, Schleswig nicht stärker an Dänemark zu binden als Holstein. Somit war eine von deutschen und dänischen Nationalliberalen favorisierte nationalstaatliche Lösung nicht möglich. Stattdessen wurde auf Druck der Alliierten der paternalistisch-konservative Gesamtstaat wiedereingeführt.
In Dänemark selbst war bereits im Juni 1849 ein liberales Grundgesetz beschlossen worden, mit dem der Parlamentarismus und die konstitutionelle Monarchie eingeführt worden waren. Offen blieb jedoch die verfassungsrechtliche Anbindung der drei Herzogtümer. Das Grundgesetz selbst bot die Möglichkeit einer Ausdehnung auf Schleswig, was jedoch durch das Londoner Protokoll von 1852 unterbunden worden war. Nachdem erste Verhandlungen über eine den ganzen Gesamtstaat umfassende Verfassung ins Stocken gekommen waren, führte König Friedrich VII. am 26. Juli 1854 eine erste gemeinsame Verfassung ein, die jedoch vom Parlament in Kopenhagen abgelehnt und somit wieder zurückgezogen werden musste. Im gleichen Jahr wurden auch separate Verfassungen für Schleswig (am 15. Februar 1854) und für Holstein (am 11. Juni 1854) verabschiedet. Nach einer Neuwahl im Dezember 1854 wurden schließlich neue Verhandlungen aufgenommen, die am 2. Oktober 1855 zur Verabschiedung der Gesamtstaatsverfassung führten.

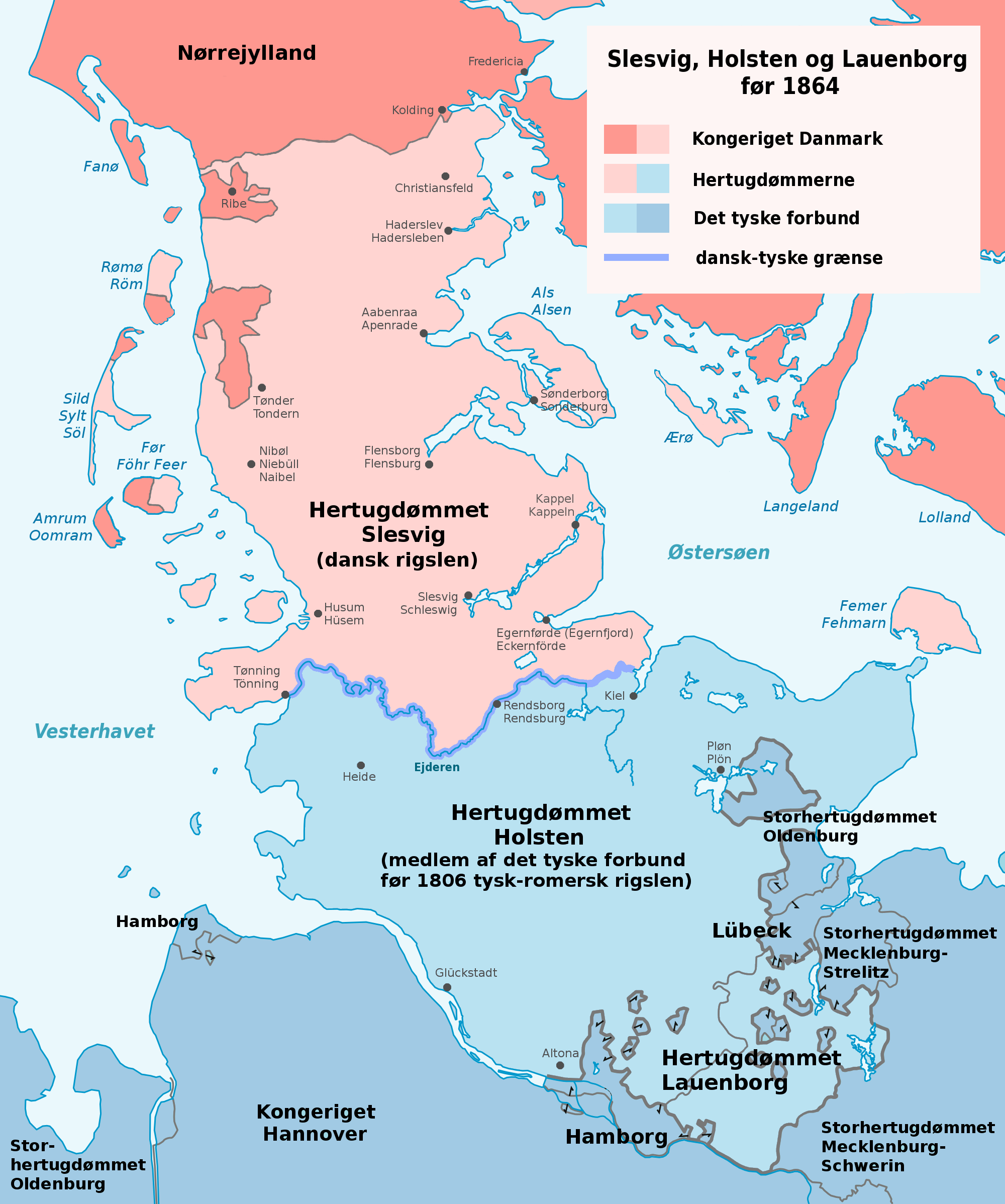
Die Herzogtümer Holstein und Lauenburg gehörten dem Deutschen Bund an, während das gemischtsprachige Schleswig ein Lehen Dänemarks war. Infolge des Londoner Protokolls durfte Schleswig jedoch verfassungsrechtlich nicht stärker an Dänemark gebunden werden als Holstein.

Die zweisprachige Gesamtstaatsverfassung schuf verfassungsrechtlich eine Klammer zwischen Dänemark und den drei Herzogtümern, indem übergeordnete Politikbereiche wie die Außen- und Finanzpolitik von einem gemeinsamen Reichsrat behandelt wurden. Das Grundgesetz von 1849 behielt somit für innenpolitische Politikbereiche in Dänemark seine Gültigkeit, wurde jedoch auf Ebene des Gesamtstaates um die Gesamtstaatsverfassung ergänzt. Die einzelnen Territorien des Gesamtstaates fungierten wie Teilstaaten zueinander. Das verfassungsrechtliche Konstrukt der Gesamtstaatsverfassung führte jedoch auch dazu, dass Dänemark mit dem 1849 eingeführten Grundgesetz weiter als konstitutionelle Monarchie geführt wurde, während die Herzogtümer weiterhin absolutistisch mit nach einem Zensuswahlrecht gewählten, ratgebenden Ständeversammlungen regiert wurden.
Die Gesamtstaatsverfassung stellte einen Kompromiss nach den Bestimmungen des Londoner Protokolls von 1852 dar, der nicht unumstritten war. Zum einen wurde der Reichsrat nach § 22 der Gesamtstaatsverfassung nach einem privilegierten Wahlrecht zusammengesetzt und stellte somit im Verhältnis zum dänischen Grundgesetz eine Einschränkung allgemeiner demokratischer Rechte dar. Zum anderen waren die Ständeversammlungen der Herzogtümer nicht in die Verhandlungen eingebunden gewesen. Entsprechend wurde die Verfassung von der von der deutschen Oberschicht dominierten Holsteinischen Ständeversammlung wie auch 1858 auch vom Deutschen Bund abgelehnt. Die Verfassung hatte daher ab November 1858 nur noch in Dänemark und Schleswig Gültigkeit, was auf Dauer nicht haltbar war. Unter Einfluss der dänischen Nationalliberalen wurde die Gesamtstaatsverfassung im November 1863 schließlich von der nur für Dänemark und Schleswig geltenden Novemberverfassung abgelöst.